# Rummy argentino
El rummy argentino es una variante del juego de naipes conocido como rummy. Se juega con la baraja francesa con 54 o 108 naipes según la cantidad de jugadores. Pueden jugar dos, tres, cuatro, o más jugadores. Sigue la escalera y ganarás el juego. No se puede usar un comodín si el número indicado del comodín está en la mesa automáticamente. A;2;3;4;5;6;7;8;9;10;J;Q;K;A.

## Preparación del juego
Luego de mezclar el mazo de cartas se coloca boca abajo. El jugador de la izquierda de quien mezcló, deberá tomar una parte del mazo y colocarla al lado del otro mazo. El repartidor, a la derecha de quien "cortó" el mazo, deberá repartir nueve cartas a cada jugador y pondrá una carta cara arriba al lado del mazo boca abajo. Si la cantidad de cartas repartidas conciden con el mazo apartado por el jugador anterior, a éste se le adjudicarán cincuenta puntos.

## Valores
En el Rummy Argentino las cartas se dividen en los siguientes grupos:
- Las que tienen por valor 5 puntos: 2;3;4;5;6;7.
- Las que valen 10 puntos: 8;9;10;J;Q;k.
- Los ases ocupan un lugar de privilegio en el mazo ya que cada una vale 15 puntos.
- Y por último, los comodines; que pueden valer 20 y por último el joker 50.

## Comodines
Los comodines son denominados "morruchos", "jockers" o "monos" y tienen las siguientes reglas:
- El "morrucho" o "jocker" vale 50 puntos y su valor en indistinto de la carta que suplanta.
- El "mono" es un comodín asignado propio del juego. Su símbolo es el 2 y vale  entre 20 y 5 puntos de acuerdo a su posición: el valor del mismo es de 5 puntos si ocupa el lugar de un número entre el 3 y el 7 su valor no es desestimado si cumple con la pinta correspondiente); si ocupa el lugar de cualquier letra o de un número superior a 7 su valor es de 20 puntos.
- En un mismo grupo no puede haber dos comodines.
- En las escaleras el comodín puede ser movido de un extremo al otro e ir colocando cartas detrás de sí siempre y cuando no se encuentre encerrado por dos cartas. En ese caso el comodín, ya sea "mono" o "morrucho" es inamovible.
- En el caso de tener "monos" y/o "morruchos" sin bajar a la mesa cuando alguno de los jugadores termine la partida, aquellos valdrán 20 y 50 puntos negativos respectivamente.
- No se podrá poner 3 morruchos o 3 monos en la misma jugada

## Reglas adicionales
- Cuando uno de los jugadores supera los 700 puntos es decir "estar en ley", se le esta prohibido bajar su mano a menos que baje como mínimo 100 puntos a la vez. Además con la primera carta que es alzada tanto del pozo como del maso podrá llegar a los 110 puntos.
- Si un jugador posee un juego de doce cartas (una escalera), los demás jugadores serán penalizados con cincuenta puntos malos (-50).
- Si el jugador corta con la jugada arriba (ocultada) se le suma 100 puntos, o si tiene la jugada abajo (mostrada) se le suman solo 50 puntos.
- Si el jugador corta en la primera mano de arriba, no es válido, porque el jugador que oportunamente es el que reparte las cartas, no ha participado de la primera partida, es un juego donde todos deben participar, aunque sea dos veces una partida.